# Kfar Saba
Kfar Saba (hebräisch כְּפַר סַבָּא Kfar Sabā [kfaʁ saˈba] im vorherrschend hebräischen Sprachgebrauch, gemäß masoretischem Niqqud eigentlich korrekt: כְּפַר סָבָא Kfar Savā [kfaʁ saˈva]; auch Kfar-saba, gelegentlich auch Kəfar Sava; arabisch كفار سابا, DMG Kfār Sābā, auch am masoretischen Niqqud angelehnt كفار سافا, DMG Kfār Sāfā) ist eine Stadt in der Scharonebene in Israel im Großraum Gusch Dan, etwa 15 Kilometer nordöstlich von Tel Aviv an der Grünen Linie zum Westjordanland gelegen.

## Geschichte

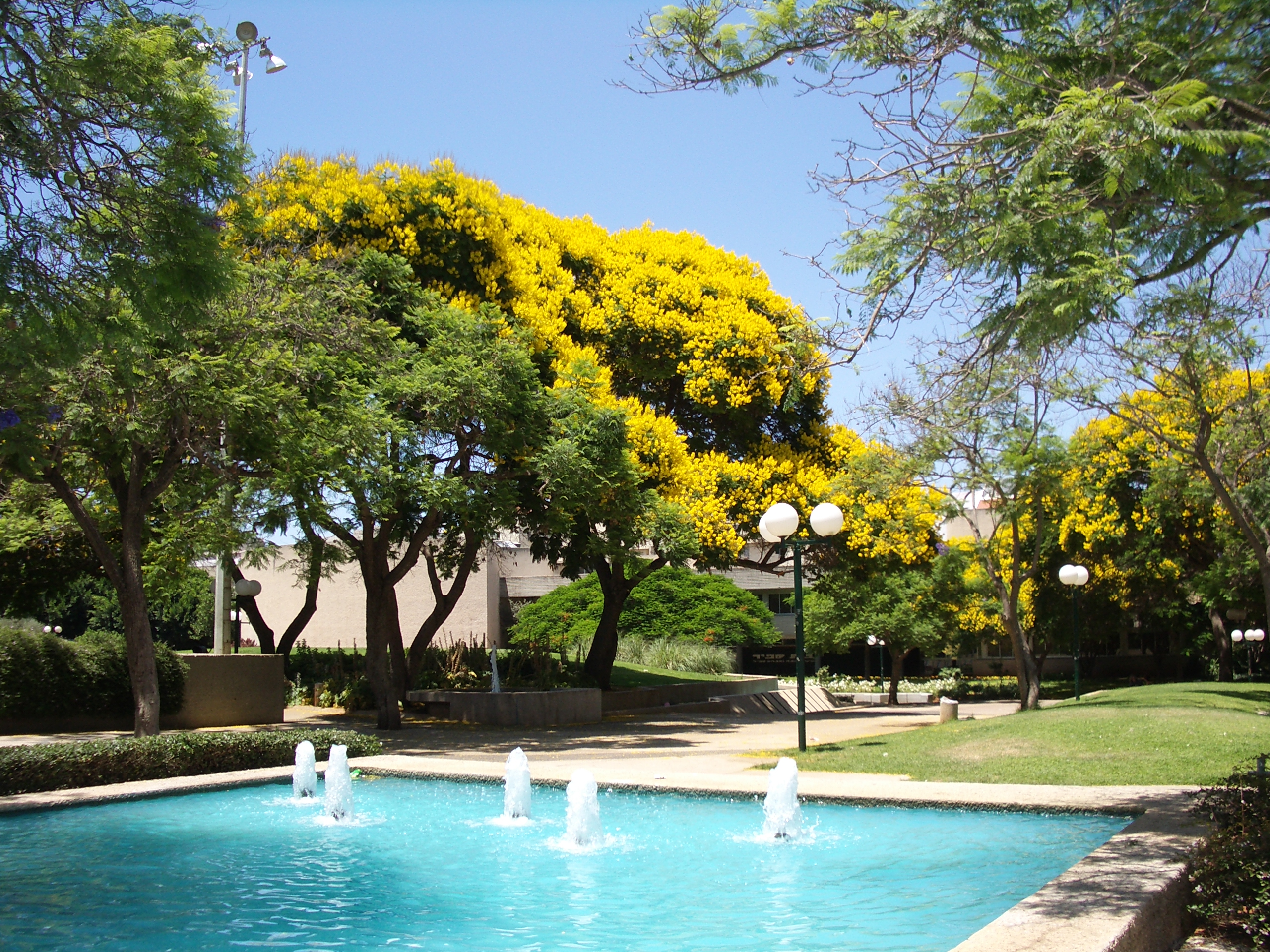
Kfar Saba im Sommer 2005

Die Ursprünge der Besiedlung gehen bis auf die Zeit des Zweiten Tempels zurück. Das lässt sich durch mehrere Nennungen der Stadt im Talmud als Chabarzaba belegen. Das östlich benachbarte arabische Dorf Kafr Sābā (كفر سابا) bewahrte ebenfalls die Namenstradition des biblischen Dorfes. Das Osmanische Reich eroberte diesen Teil der Levante 1516 und gliederte das Gebiet als Sandschaq Balqa mit Sitz in Nablus (daher ab 1888 Sandschaq Nablus genannt).
Das heutige Kfar Saba entstand jedoch aus einer kleinen landwirtschaftlichen Moschava (bäuerliche Genossenschaft), die 1892 im damaligen osmanischen Sandschaq Nablus (1888–1918 Teil des libanesischen Vilâyet Beirut) gegründet wurde.
Am 6. August 1910 überfielen Araber aus Qalqiliya das damals noch kleine Dorf und zerstörten es.
Im Ersten Weltkrieg, als angesichts des Vorrückens der Egyptian Expeditionary Force der Entente sich die Palästinafront nordwärts vorschob gegen die in die Defensive geratenen Streitkräfte der Mittelmächte, wies der osmanische Militärgouverneur Cemal Pascha im April 1917 Bewohner feindlicher Staatsangehörigkeit (vor allem Russlands, Großbritanniens und Frankreichs, verbündet in der Triple Entente) aus dem Mutesarriflik Jerusalem aus, die sich daraufhin ins benachbarte hinterländische Sandschaq Nablus begaben, wo die Einwohner Kfar Sabas viele der Flüchtlinge aus Jaffa und Tel Aviv aufnahmen. In der Schlacht bei Megiddo (1918), vom 19. bis 25. September 1918, geriet Kfar Saba gleich am ersten Tag zwischen die Linien der Heeresgruppe Yıldırım und das Infanterie-Regiment 27th Punjabis wie das Schützenregiment 2/7 Gurkha Rifles, beide Teil der britisch-indischen 3rd (Lahore) Division, die Kfar Saba und Kafr Saba einnahmen. Dabei wurde Kfar Saba erneut zerstört.
Die Briten richteten die Besatzungsverwaltung Occupied Enemy Territory Administration South (OETA South) ein, aus der 1920 die de facto Zivilverwaltungszone Palästina hervorging, die der Völkerbund 1922 als Mandatsgebiet de jure konstituierte. Der Wiederaufbau kam nur schleppend voran, da die Araber Kfar Saba während der Unruhen von Jaffa 1921 wiederum verwüsteten. Ab 1922 wurde, auch dank neuer Siedler, der Anbau von Zitrusfrüchten gefördert.
Das arabische Kafr Saba eroberten am 13. Mai 1948 im Bürgerkrieg arabischer gegen jüdische Palästinenser Militäreinheiten letzterer und vertrieben die Dorfbewohner. Die Gemarkung des ehemaligen Dorfs gehört heute zum Weichbild der Stadt.
Im Jahre 1963 entstand der Machon Adler (מָכוֹן אָדְלֶר), mitbegründet durch Rudolf Dreikurs, ein Therapiezentrum, dessen Ziel es ist, eine Lebensphilosophie zu vermitteln und umzusetzen, die auf dem Ansatz der Individualpsychologie Alfred Adlers basiert.
Am 17. März 2002 schoss ein Palästinenser an einer Straßenkreuzung im Zentrum von Kfar Saba wahllos auf Passanten, tötete die 18-jährige Israelin Noa Auerbach und verletzte mindestens 13 Israelis zum Teil schwer.

## Heutige Stadt
Heute ist Kfar Saba eine bedeutende, von Industrie geprägte Stadt in der südlichen Scharonebene mit 100.763 Einwohnern (2018). Der Kibbuz Nir Elijahu und Hochschulcampus Beit Berl liegen in unmittelbarer Nachbarschaft, zählen aber administrativ zum Regionalverband Drom HaScharon.

## Bahnverkehr

Bahnhof Kfar Saba, 1961

Auf Initiative der Stadt entstand der erste Bahnhof Kfar Saba in der Derech Eli Hurwitz in einem neuen Gewerbegebiet am damals östlichen Stadtrand. Stadt und Bahngesellschaft Rakkevet Israel finanzierten dazu 1960/1961 den Bau einer drei Kilometer langen Stichstrecke, die am Knoten Zomet Chemed von der Ostbahn abzweigte. Der Bahnhof kombinierte ein neues Zitruspackhaus mit Personenabfertigung. Im Wettbewerb mit dem immer besser ausgebauten Straßenverkehr wurden die Reiseverbindungen 1969 bereits wieder eingestellt und schließlich in den frühen 1990er Jahren auch der Güterverkehr, als der gesamte nördliche Strang der Ostbahn zwischen Knoten Zomet Rosch haʿAjin und Chaderah–Mizrach auch für Frachtzüge stillgelegt wurde.

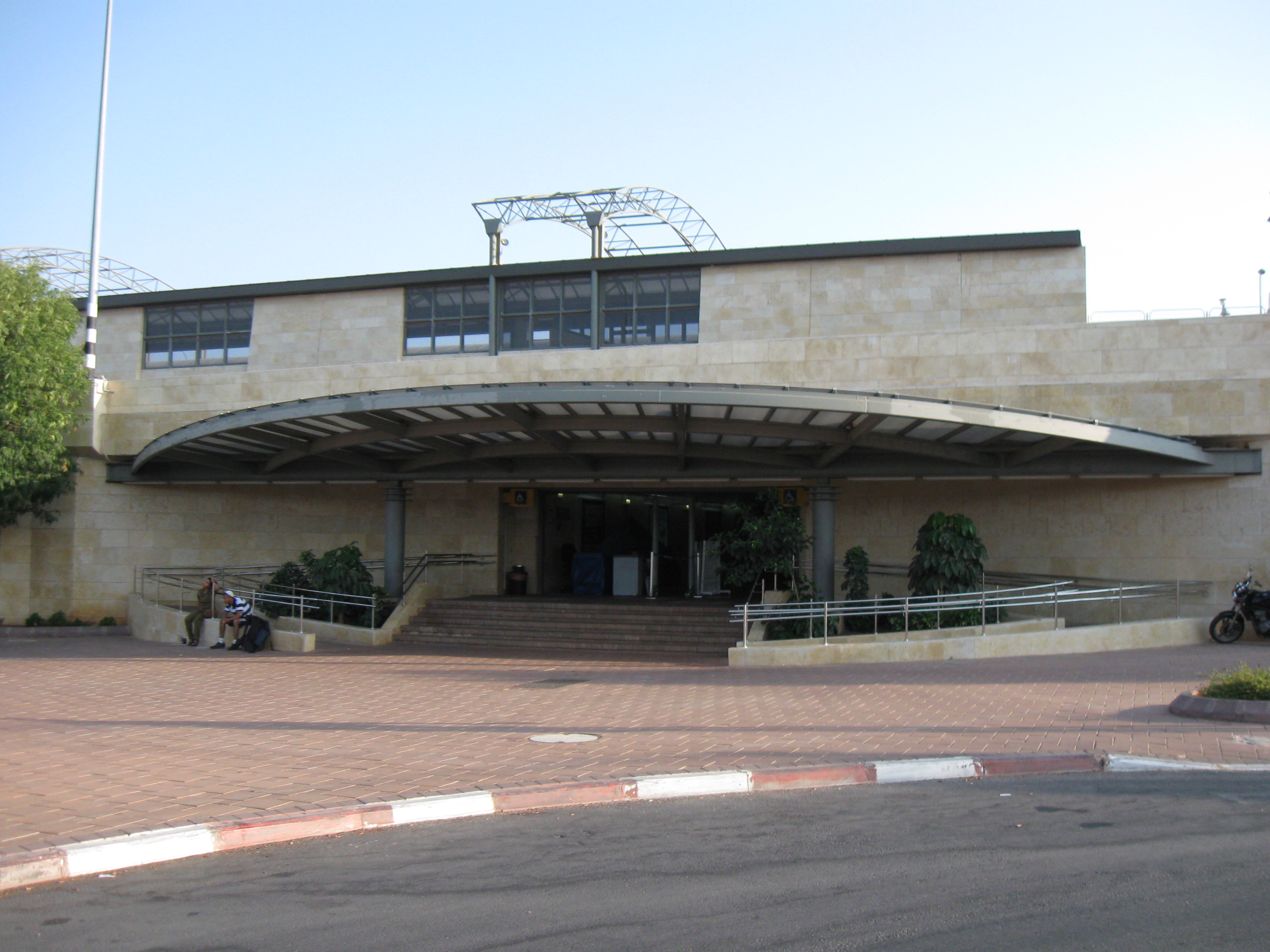
Bahnhof Kfar Saba – Nordau, benannt nach Max Nordau, 2010

In Kfar Saba eröffnete am Rechov Nordau eine neue Bahnstation, zunächst unter der Bezeichnung Bahnhof Hod haScharon–Kfar Saba, die ebenfalls über die Zomet Chemed an die Ostbahn anschließt. Diese erste Station der neu entstehenden Scharonbahn nutzten am 13. April 2003, dem ersten Betriebstag, nachdem 35 Jahre kein Bahnreiseverkehr nach Kfar Saba mehr bestanden hatte, etwa 1.000 Reisende. Der Name wurde in Bahnhof Kfar Saba – Nordau geändert, als am 2. September 2006 die Strecke bis zum neuen Bahnhof Hod haScharon – Sokolow verlängert wurde. Geplant ist in nördlichen Stadtvierteln an der Ostbahn 2026 den zusätzlichen Bahnhof Kfar Saba–Zafon (d. h. Nord) zu eröffnen.

## Städtepartnerschaften
Kfar Saba unterhält Städtepartnerschaften mit folgenden Städten:
| - Delft, seit 1968 - Wiesbaden, seit 1979 - Mülheim an der Ruhr, seit 1993 - San José, seit 1995 |  | - Columbus, seit 2000 - Beit Jann, seit 2006 - Jinan, seit 2007 - Guatemala-Stadt |

## Persönlichkeiten der Stadt
- 1916–2015: Michael Jerusalem, Übersetzer und Lektor, Enkelsohn des österreichisch-jüdischen Philosophen Wilhelm Jerusalem
- 1951: Eldad Stobezki, Übersetzer, Lektor und Verlagsgutachter, der seit 1979 in Frankfurt am Main lebt
- 1953–2021: Yitzhak Peretz, Fußballspieler
- 1954: Miki Berkovich, Basketballnationalspieler
- 1954–2016: Danny Kopec, amerikanischer Schachspieler und Informatik-Professor
- 1955: Yaara Tal, Klassik-Pianistin und Wagner-Interpretin (gemeinsam mit Andreas Groethuysen)
- 1956: Schalom Simchon, Politiker
- 1958: Ron Prosor, Diplomat, Autor und Kolumnist (Botschafter Israels in Deutschland)
- 1958: Yoav Ben-Tzur, Politiker
- 1960: Shelly Yachimovich, Politikerin
- 1964: Aliza Lavie, Politikerin
- 1971: Merav Barnea, Opernsängerin
- 1972: Dorit Rabinyan, Schriftstellerin
- 1975: Galit Chait, Eistänzerin
- 1977: Idan Raichel, Texter und Musiker
- 1977: Liad Kantorovic, Performance-Künstlerin, Aktivistin
- 1981: Harel Skaat, Sänger und Musiker
- 1983: Gilad Hekselman, Jazzgitarrist
- 1989: Yarden Gerbi, Judoka und Olympionikin
- 1990: Maor Tiyouri, Langstreckenläuferin
- 1995: Yuval Rosenthal, Eishockeyspieler
- 1999: Manor Solomon, Fußballspieler
- 2003: Eden Golan, israelisch-russische Sängerin